# روجيه كايوا
روجيه كايوا (3 مارس 1913 - 21 ديسمبر 1978) (بالفرنسية: Roger Caillois)‏ كاتب وعالم اجتماع وأنثروبولوجي وناقد أدبي فرنسي.

## مسيرته
سنة 1938، أسس بمعية كلّ من جورج باطاي وميشال ليريس معهد علم الاجتماع المخصص لدراسة مظاهر المقدس في الحياة الاجتماعية. أقام خلال الفترة الممتدة بين عامي 1940 و1945 في أمريكا الجنوبية حيث أنشأ المعهد الفرنسي في بوينس آيرس، وأصدر مجلّة الآداب الفرنسية (lettres françaises)، وحينما عاد إلى فرنسا أنشأ في دار نشر غالمار سلسلة (la croix du sud) التي أصدرت أعمال كبار كتّاب أمريكا اللاتينية، أمثال بورخيس ونيرودا وأستورياس.
ترأس قسم الآداب عام 1948، ثم قسم التطوير الثقافي باليونيسكو، حيث أصدر مجلة ديوجين (Diogène)، ثم انتخب في الأكاديمية الفرنسية عام 1971 خلفا لجيروم كاركوبينو، ونال قبيل وفاته ثلاث جوائز هي:
جائزة الآداب الوطنية الكبرى وجائزة مارسيل بروست عن كتابه «نهر ألفيوس»، والجائزة الأوروبية للأبحاث.
وقد أصدر مجموعة مهمة من الكتب، لا غنى للدارس الأنثربولوجي والسوسيولوجي عنها، منها:
- 1938: الأسطورة والإنسان (le mythe et Lhomme)
- 1939: الإنسان والمقدس (lhomme et le sacre)
- 1957: الألعاب والبشر (les jeux et les hommes)
- 1962: الجماليات المعممة (Esthétique généralisée)

تخليدا له، أُحدثت «جائزة روجيه كايوا» سنة 1991.

## روابط خارجية
- روجيه كايوا على موقع أرشيف الشارخ.
- صفحة روجيه كايوا على موقع goodreads.com
- روجيه كايوا على موقع الموسوعة البريطانية (الإنجليزية)